# Chiesa di Santa Giulia (Lucca)
La chiesa di Santa Giulia è una chiesa di Lucca che si trova in piazza del Suffragio.
Già esistente nel X secolo, ma assai più antica come attestano i corredi delle sepolture longobarde in essa rinvenute, fu ricostruita nel XIII secolo in cotto, mentre la facciata fu completata, alla metà del Trecento, da Coluccio di Collo. La soluzione ad arcate cieche - quella centrale include un portale strombato - riecheggia temi romanici reinterpretati alla luce del nuovo linguaggio gotico. Il registro superiore della facciata venne completato dopo qualche tempo. L'assetto interno venne più volte modificato. Nel 1647 a cura di un membro della famiglia Bernardini venne edificato il nuovo altar maggiore per accogliere un'antica e venerata immagine del Crocifisso. La croce, temporaneamente collocata nel Duomo, è una preziosa opera del XII secolo. 
A fine 2021 è stata affidata alla comunità greco-cattolica ucraina.